# Kernkraft 400
Kernkraft 400 ist ein Lied des deutschen Electronic-Projekts Zombie Nation (Florian „Splank!“ Senfter, in Zusammenarbeit mit Emanuel „Mooner“ Günther) und die erste Single des ersten Albums Leichenschmaus aus dem Jahr 1999. Er gilt im DJ Gius Remix als einer der erfolgreichsten Tracks der elektronischen Instrumentalmusik.

## Beschreibung
Das britische Musikmagazin Sound on Sound beschrieb das Lied wie folgt:

“[…] a brutally simple and irresistible dancefloor stomper consisting of a pounding synth melody, some basic four-to-the-floor beats, and a deep vocal intoning ‘Zombie… Zombie Nation’”

„[…] ein brutal einfacher und unwiderstehlicher Dancefloor-Stampfer, bestehend aus einer hämmernden Synthie-Melodie, einigen einfachen Four-to-the-Floor-Beats und einer tiefen Stimme, die die Worte ‚Zombie … Zombie Nation‘ intoniert.“

Das ursprüngliche Master wurde von Florian Senfter Anfang 1999 in München auf seinem PC unter Verwendung einer SIDstation und mit Hilfe einer Sound Blaster 16 produziert. Kernkraft 400 basiert auf einem Sample des Tracks Stardust, das der britische Spielekomponist David Whittaker für den Soundtrack des 1984 für Commodore 64 veröffentlichten Computerspiels Lazy Jones schrieb. Für die Verwendung der Melodie zahlte Senfter später eine nicht näher genannte Summe an Whittaker.
Der Track erschien in Deutschland erstmals am 15. März 1999 als 12″-Vinyl-EP über International Deejay Gigolos und ist den Genres Techno und Electro zuzuordnen. Am 8. November 1999 folgte eine CD-Single über das Label Zeitgeist, im Vertrieb von Universal Music. Als Single-Version wurde ein Remix des italienischen Produzenten DJ Gius verwendet. Diese Hard-Trance-Version ist die bekannteste und wurde später öfters gesampelt und gecovert. In Großbritannien erschien die CD-Single am 18. September 2000 über Data Records.

## Rezeption
Das britische Musikmagazin Select begründete die weitreichende Popularität damit, dass es „gleichermaßen willkommen [ist] im Pacha wie in einer Münchner Unterführung, Tongo und Coxo mögen diesen teutonischen Techno“. Das Magazin urteilte, es sei „nicht schlecht für DJ-Paar namens Splank und Mooner“.
Der Track entwickelte sich zu einer Stadionhymne und wurde ähnlich wie Seven Nation Army von The White Stripes zu einem der meistgespielten Songs bei Sportveranstaltungen weltweit, u. a. verwendet von den Detroit Red Wings, Boston Bruins, New Jersey Devils, FK Austria Wien, FC Schalke 04, dem SC Freiburg, dem FC Hansa Rostock und PSV Eindhoven sowie von September 2019 bis Juni 2024 auch als Torhymne von der deutschen Fußballnationalmannschaft. Der Erfolg des Tracks kamen eigenen Angaben zufolge sowohl für Senfter als auch dessen Plattenlabel überraschend. Senfter gründete daraufhin sein eigenes Plattenlabel, um ausschließlich seine Produktionen zu vermarkten. In einem Interview mit der Süddeutschen Zeitung vom Dezember 2012 gab Senfter an, durch das Lied zwar keine großen Summen eingenommen zu haben, doch von langanhaltenden Einnahmen aus der Lizenzierung des Tracks zu profitieren.
Kernkraft 400 (DJ Gius Video Cut) kommt unter anderem im Soundtrack der Zombie-Komödie Shaun of the Dead und in der HBO-Serie Die Sopranos sowie im Graffitifilm Dirty Handz 3 vor.
Die Version Kernkraft 400 (Sport Chant Stadium Remix) wurde im 2023 erschienenen Pixar-Animationsfilm  Elemental verwendet.
Der Track wurde von verschiedenen Künstlern gesampelt, darunter vom Rapper The Game in seiner Single Red Nation, den Rapper Chamillionaire auf seiner Single I Got sowie durch die Künstler Childish Gambino (Donald Glover) und Mc Chris für The Awesome.

### Preise
Im Jahr 2001 wurde Kernkraft 400 auf der Winter Music Conference mit dem International Dance Music Award in der Kategorie „Best Techno/Trance 12″“ ausgezeichnet.

### Charts und Chartplatzierungen
In Deutschland erreichte Kernkraft 400 Rang 22 der Singlecharts und konnte sich 15 Wochen in den Top 100 platzieren. Im Vereinigten Königreich erreichte die Single Rang zwei und musste sich lediglich Against All Odds von Mariah Carey und Westlife geschlagen geben. Die Single konnte sich vier Wochen in den Top 10 sowie 18 Wochen in den Charts platzieren. In den britischen Dance-Charts erreichte Kernkraft 400 die Chartspitze. In den Vereinigten Staaten erreichte Kernkraft 400 in zwei Chartwochen mit Rang 99 seine höchste Notierung in den Billboard Hot 100. In den US-amerikanischen Dance-Charts erreichte die Single Rang 47. 2000 platzierte sich die Single auf Rang 38 der britischen Single-Jahrescharts.
| ChartsChartplatzierungen       | Höchstplatzierung | Wochen |
| ------------------------------ | ----------------- | ------ |
| Deutschland (GfK)              | 22 (15 Wo.)       | 15     |
| Vereinigtes Königreich (OCC)   | 2 (18 Wo.)        | 18     |
| Vereinigte Staaten (Billboard) | 99 (2 Wo.)        | 2      |

| ChartsJahrescharts (2000)    | Platzierung |
| ---------------------------- | ----------- |
| Vereinigtes Königreich (OCC) | 38          |

### Auszeichnungen für Musikverkäufe
2000 erhielt die Single zunächst eine Silberne Schallplatte im Vereinigten Königreich. 2018 erreichte Kernkraft 400 schließlich Gold-Status im Vereinigten Königreich und verkaufte sich somit über 400.000 Mal.

| Land/Region                  | Auszeichnungen für Musikverkäufe (Land/Region, Auszeichnung, Verkäufe) | Verkäufe |
| ---------------------------- | ---------------------------------------------------------------------- | -------- |
| Vereinigtes Königreich (BPI) | Gold                                                                   | 400.000  |
| Insgesamt                    | 1× Gold ·                                                              | 400.000  |

## Coverversion von Topic & A7S
Im Jahr 2022 veröffentlichte der deutsche DJ und Musikproduzent Topic gemeinsam mit dem schwedischen Singer-Songwriter A7S Kernkraft 400 (A Better Day), ein Cover von Kernkraft 400. Die Melodie wurde um einen Text erweitert, der von A7S gesungen wird.